# Sint-Elooiskreek
De Sint-Elooiskreek is een krekenstelsel dat zich over een vijftal kilometers in noordoostelijke richting uitstrekt vanaf de Langelede bij de buurtschap Oudenburgsesluis tot de Moerspuise Watergang ten zuidoosten van Zuiddorpe.
De kreek ligt zowel in de Belgische gemeente Lochristi als in de Nederlandse gemeente Terneuzen. Ze markeert een laagte tussen twee hogergelegen ruggen.